# Brownanthus fraternus
Brownanthus fraternus là một loài thực vật có hoa trong họ Phiên hạnh. Loài này được Klak mô tả khoa học đầu tiên năm 2000.